# Max Högqvist
Max Högqvist, född 12 augusti 1840 i Stockholm, död 13 juli 1872 i Kina, var en svensk köpman, teaterproducent och skådespelare. 
Högqvist var utomäktenskaplig son till kung Oscar I av Sverige och Norge och skådespelerskan Emilie Högqvist. Han var verksam som köpman och tjänstgjorde som vice konsul för Sverige och Norge i Shanghai där han även var teaterproducent och själv framträdde på scen..
Högqvist avled 1872 i Kina av hjärtslag.